# Barbus loveridgii
Barbus loveridgii là một loài cá vây tia thuộc họ Cyprinidae.
Loài này chỉ có ở Kenya.
Môi trường sống tự nhiên của chúng là sông ngòi. Tình trạng bảo tồn của nó hiện chưa đủ thông tin.